# We Are the Champions
We Are the Champions е рок балада, написана от Фреди Мъркюри, записана и изпълнена от британската рок група „Куийн“ за албума News of the World от 1977 г. Една от техните най-известни и най-популярни песни, We Are the Champions остава сред най-разпознаваемите рок химни. Песента постига световен успех, достигайки №2 в „Ю Кей Сингълс Чарт“ и №4 в „Билборд Хот 100“ в САЩ. През 2009 г. We Are the Champions е приета в Залата на славата на наградите „Грами“, и е избрана в анкета на „Сони Ериксън“ през 2005 като най-любимата песен в света. През 2011 г. екип от научни изследователи заключават, че това е най-добрата песен в историята на поп музиката.
We Are the Champions се налага като победен спортен химн, включително като официална песен на Световното първенство по футбол 1994, и често се използва в популярната култура. Песента е копирана многократно от различни изпълнители.

## Списък с песните
7" сингъл (1977)
1. We Are the Champions – 3:00
2. We Will Rock You – 2:00

CD сингъл (1988)
1. We Are the Champions“ – 3:02
2. We Will Rock You“ – 2:02
3. Fat Bottomed Girls“ – 3:23

CD сингъл (1992)
1. We Are the Champions – 2:59
2. We Will Rock You / We Are the Champions – 5:00

## Състав
- Фреди Меркюри: водещи и беквокали, пиано
- Брайън Мей: китари, беквокали, пиано
- Роджър Тейлър: барабани, перкусия, беквокали,
- Джон Дийкън: бас

## Други версии
През 2004 г. германската рок група „Скорпиънс“, заедно с Майкъл Клейтън записват и издават отново песента като сингъл под името You Are the Champion в чест на седмата световна титла във Формула 1 на Михаел Шумахер. Редактиран от групата и музиканта Майкъл Клейтън, сингълът включва нормална версия изпята като дует от Клаус Майне и Майкъл Клейтън и инструментална такава, докато макси-сингълът включва като бонус песен песента E Sará Perché, взето от албума La Perfetta Idea на Майкъл Клейтън. Според задната обложка на сингъла, барабаните не са записани от Джеймс Котак, а от Ханс Ейкенаар. Сингълът достига до 92-ра позиция в Германия.

## Списък с песните
1. You Are The Champion
2. You Are The Champion (инструментал)
3. E Sara Perche (Spread Your Wings)